# 第14軍団 (北軍)
南北戦争中の北軍第14軍団（XIV Corps）は、西部戦線において、最も早く設立された軍団の一つである。

## 歴史

### 結成
1862年10月、一般命令168号に基づき、第13軍団と共に第14軍団が設立された。この命令はカンバーランド軍管区（Department of the Cumberland）の全部隊を第14軍団として組織し、ウィリアム・ローズクランズを軍団長とするものであった。
第14軍団の部隊は、以前はオハイオ軍と呼ばれており、ドン・カルロス・ビューエルの指揮下にあった。ビューエルのオハイオ軍は、正式ではないものの3つの軍団に分割されており、それぞれ第1軍団、第2軍団、第3軍団とされていた。ローズクランズが軍団長となった際に、軍はカンバーランド軍と改称され、12個師団より構成されていた。兵力は155個歩兵連隊、1個工兵連隊、35個砲兵中隊、6個騎兵連隊であった。

### ストーンズリバー
カンバーランド軍と第14軍団は実質的には同一であり、かつてのオハイオ軍の構成と同じように3つの「翼」に分かれていた。旧オハイオ軍第1軍団はカンバーランド軍右翼となりアレクサンダー・マクックが指揮を執った。旧第2軍団は左翼となりトマス・L・クリッテンデンが指揮官となった。旧第3軍団は中央翼となりジョージ・ヘンリー・トーマスがチャールズ・C・ギルバートに代わって指揮官となった。この編成で、軍団はストーンズリバーの戦い（1862年12月31日 - 1863年1月2日）に参戦し、25%が戦死、戦傷、または行方不明となった。

### チカマウガ
ストーンリバーの戦い直後の1863年1月9日、第14軍団の各「翼」は正式に軍団に昇格した。マクックの右翼は第20軍団となり、クリッテンデンの左翼は第21軍団となった。トーマスの中央翼が第14軍団の名前を継承した。トーマスはチカマウガの戦いで軍団に栄誉を与えた。

### チャタヌーガからベントンビルへ
チカマウガの戦いの後、トーマスはカンバーランド軍の司令官に昇進し、ジョン・パーマー（John M. Palmer）が軍団長となって、ミッショナリー・リッジの戦いからアトランタ方面作戦を戦った。1864年8月にパーマーが軍団を去った後、リチャード・ジョンソン（Richard W. Johnson）が一時的に軍団の指揮を執った。その後、ジェファーソン・C・デイヴィス（efferson C. Davis）が軍団長となってジョーンズバラの戦いを戦った。アトランタの陥落後、第14軍団はカンバーランド軍から離れ、新しいジョージア軍へ配属された。デイヴィスは軍団長に留まり、1865年のベントンビルの戦いでも軍を率いた。

## 記章
軍団の記章はドングリの形をしている。1863年後半に補給もなく荒野に取り残され、ドングリを食べて生き残ったという厳しい時期があったが、それを忘れないためにドングリが記章に選ばれた。

## 参考資料
1. ↑  Civil War Archive